# Sebastian Zieleniecki
Sebastian Zieleniecki (* 16. Februar 1995 in Łódź) ist ein polnischer Fußballspieler.

## Karriere

### Verein
Nach seinen Anfängen in der Jugendabteilung von UKS SMS Łódź wechselte er im Sommer 2012 nach Italien in die Jugendabteilung der US Cremonese. Dort kam er auch zu seinem ersten Profieinsatz in der 3. italienischen Liga. Im Februar 2016 wechselte er zurück in seine Heimatstadt und er schloss sich Widzew Łódź an, die in der fünftklassigen 4. Liga spielten. Mit seinem Verein stieg er 2016 in die 4. polnische Liga und 2018 in die 3. polnische Liga auf. Im Januar 2020 wechselte er nach Deutschland zum Regionalligisten Kickers Offenbach. Im Sommer 2023 ließ er sich zunächst krankschreiben, bevor Ende August sein eigentlich bis 2025 laufender Vertrag aufgelöst wurde.
Daraufhin wechselte er Anfang September 2023 zum Drittligisten Hallescher FC.

### Nationalmannschaft
Zieleniecki kam in den Jahren 2010 bis 2012 zu insgesamt 13 Einsätzen in der U15, U16, U17 und U18 des polnischen Fußballverbandes.

## Erfolge
- Hessenpokal-Sieger: 2022